# Rangitoto Islands
Die Rangitoto Islands ist eine Inselgruppe nahe den Marlborough Sounds an der Nordküste der Südinsel von Neuseeland. Administrativ gehören sie zum Marlborough District.

## Geographie
Die Inselgruppe liegt rund 1,4 km östlich der Insel Rangitoto ki te Tonga/D’Urville Island, von der sie durch die Rangitoto Roads getrennt sind.
Die Gruppe besteht aus den vier Inseln:
- Wakaterepapanui Island – 72,3 ha
- Pūangiangi Island – 61,7 ha
- Tinui Island – 92,8 ha
- und zwei kleinen unbenannten Inseln im Süden der Inselgruppe – 1,8 ha[2]

Die bis zu 40 m hohen Nga Kiore (Jag Rocks) befinden sich 5,5 km östlich, gehören aber nicht mehr zur Inselgruppe.

## Geschichte
Von 1957 bis 2004 wurde Puangiangi Island von Ross Webber bewohnt.